# Heterodon platirhinos
Heterodon platirhinos — вид змій родини полозових (Colubridae). Один із 4(5) видів роду Heterodon. Поширений у Північній Америці. Умовно отруйна змія (реальної небезпеки для людини не становить). 

## Етимологія
Наукова назва роду походить від грец. слів heteras = «різний» і odon = «зуб», що стосується збільшених задніх зубів.
Наукова назва виду походить від грец. platy = «широкий, плоский» і rhinos = «ніс», відноситься до плоского, збільшеного рострального щитка.
Назва на інших мовах: Eastern Hog-nosed Snake (англ., дослівно «свиноноса змія східна»); широконосая восточная змея, обыкновенный крючконосый уж (рос.).

## Опис
Загальна довжина сягає 70—80 см. Тулуб кремезний. Хвіст помірної довжини. Кілеподібні спинні луски розташовані косими рядами. Голова коротка, масивна. На кінці морди розташований витягнутий вперед і вгору міжщелепний щиток, що слугує для риття в пухкому ґрунті. Задній зуб з кожного боку верхньої щелепи сильно подовжений й трохи загнутий назад. Через рани, нанесені цими зубами, у тіло жертви потрапляє отруйна слина. 
Забарвленням схожий на Heterodon nasicus, але має значно різноманітніше забарвлення. Зазвичай жовте, помаранчеве, жовто-коричневе або оливково-зелене, з темно-коричневими плямами на спині та з боків. Трапляються меланісти, особливо на південному сході США.

## Поширення
Мешкає в центрі, на сході та південному сході США, а також у провінції Онтаріо (Канада).

## Особливості біології
Населяє переважно відкриті ландшафти з добре дренованим піщаним ґрунтом. Трапляється в сухих рідколіссях. 
Змія активна вдень. При загрозі може роздувати горло, шипіти або прикидатися мертвою.
При першому наближенні хижака вона розплющує голову і розправляє ребра шиї, утворюючи широкий капюшон, при цьому голосно шипить. Може підняти голову і навіть вдарити, хоча вид майже ніколи не кусає. Якщо ця демонстрація не вдається і хижак/людина продовжує наближатись, змія перевертається на спину, зазвичай з відкритим ротом і висунутим язиком, вдаючи смерть. Якщо повернути змію вгору черевом, вона негайно знову перевертається на спину, залишаючись у цьому положенні, поки загроза не мине.
Heterodon platirhinos належать до яйцекладних змій. Самиця відкладає від 8 до 40 яєць. Молоді змії, 16,5—21 см завдовжки, з'являються через 60 днів.
Живиться амфібіями, особливо ропухами, навіть викопуючи їх із піщаного ґрунту. 

## Практичне значення
Змії здатні виробляти відносно малотоксичну слину, яку використовують під час полювання на свою здобич. Отрута діє переважно на холоднокровних тварин. При певних умовах вони можуть становити небезпеку, якщо в результаті укусу отрута потрапить до організму людини. Отрута може призводити до легкого ступеня отруєння, симптоми якого (набряк, капілярні крововиливи в місці укусу), як правило, через кілька днів зникають.